# اختبار ميلر فيشر
اختبار ميلر فيشر، ويُعرف أحيانًا اختبار البزل القطني هو اختبار طبي يُستخدم لتحديد إمكانية استفادة مريض يُشتبه في أن لديه استسقاء الرأس سوي الضغط من أجراء تحويل السائل الدماغي الشوكي، ويتضمن الاختبار إزالة 30 مل من السائل الدماغي الشكوي عبر الثقب القطني، ثم إعادة تقييم الوظيفة الإدراكية سريريًا. سمي الاختبار على اسم طبيب الأعصاب الكندي سي ميلر فيشر الذي كان يعمل في بوسطن. 